# Feria del Sol

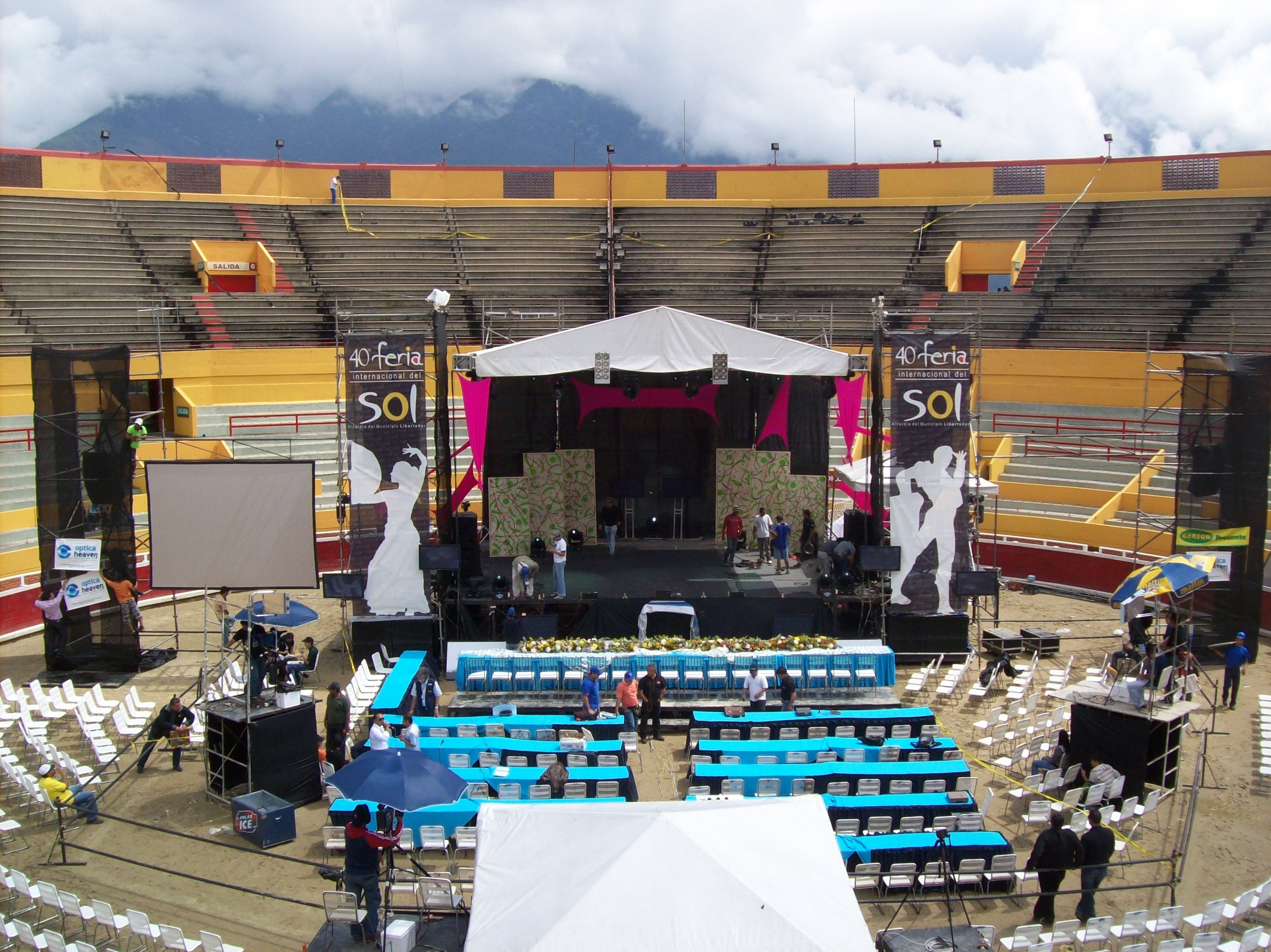
Circul Monumental din Mérida, în timpul pregătirii elecția de la Reina del Sol

Feria del Sol, cunoscută și sub numele de Carnaval Taurino de America, este un festival cultural coroborat cu carnaval care are loc în Mérida, Venezuela, în februarie.
Festivalul cuprinde concursuri, coride, expoziții culturale, comerciale și de creștere, concerte, spectacole de modă, diverse activități sportive și alegerea unui „regine a târgului” (La Reina del Sol).

## Istoria
În Merida, unul dintre cele mai vechi orase din Venezuela, cunoscut sub pseudonimul orașului Cavalerilor, nu s-au efectuat târguri ca și în orașul San Cristobal, Barquisimeto, Maracaibo și Taribo. Din acest motiv un grup de localnici a avut ideea de a construi o Plaza de Toros.

### Prima ediție
La inceput, târguri au avut loc la începutul lunii decembrie pentru a comemora aniversarea Imaculata Concepție și, prin urmare, sa decis să se stabilească data de primul targ de 9 și 10 decembrie. Au fost angajați pentru evenimentul de toreadori celebre, cum ar fi Cesar Faraco, Benitez Manuel "El Cordobes" Francisco Rivera "Paquirri" Julio Aparicio, Curro Giron, Paco Camino și imbold mexican Juan Cañedo și taurii au fost utilizate de către Felix Rodriguez ("Achury Viejo "și" Ambala "), toate din Columbia.

### Alte ediții
Nu a fost făcut târg în 1968, dar a fost efectuat luptele cu tauri Sâmbăta Mare (13 aprilie) cu cele mai bune toreadori din Colombia: Alfredo Leal, Curro Girón și Pepe Cáceres.

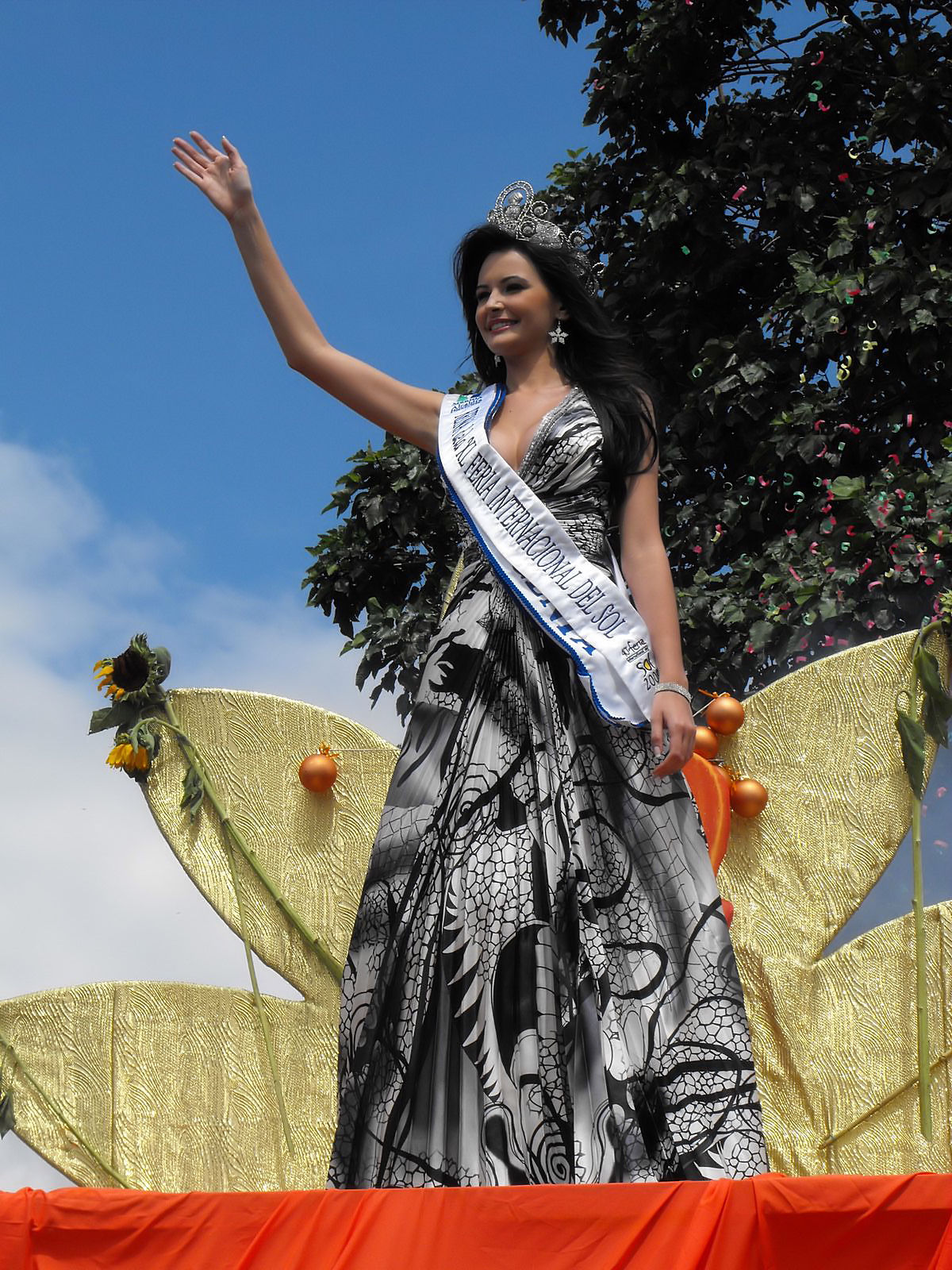
la Reina del Sol 2009

Prin urmare, sa decis pentru a se potrivi cu echitabil carnaval. în 1969 lupte de tauri au fost făcute în februarie
Din acel an a devenit una dintre cele mai importante târguri din țară